# Jiří Šlitr
Jiří Šlitr (15. února 1924 Zálesní Lhota u Jilemnice – 26. prosince 1969 Praha) byl český hudební skladatel, instrumentalista (virtuózní klavírista), zpěvák, herec, knižní ilustrátor a výtvarník. Významně ovlivnil českou populární hudbu; na jeho scénickou hudební tvorbu navázala řada autorů studiových scén. Spolu s Jiřím Suchým a Ferdinandem Havlíkem založil roku 1959 divadlo Semafor. Zhudebnil přes 300 písní. Roku 1966 uvedl svůj vlastní recitál Ďábel z Vinohrad a roku 1968 uvedl muzikál Poslední štace. Napsal hudbu k deseti celovečerním filmům, v některých z nich i hrál (Kdyby tisíc klarinetů v roce 1964, Zločin v šantánu v roce 1968). V letech 1996–2001 vyšlo osm CD Písničky ze Semaforu.

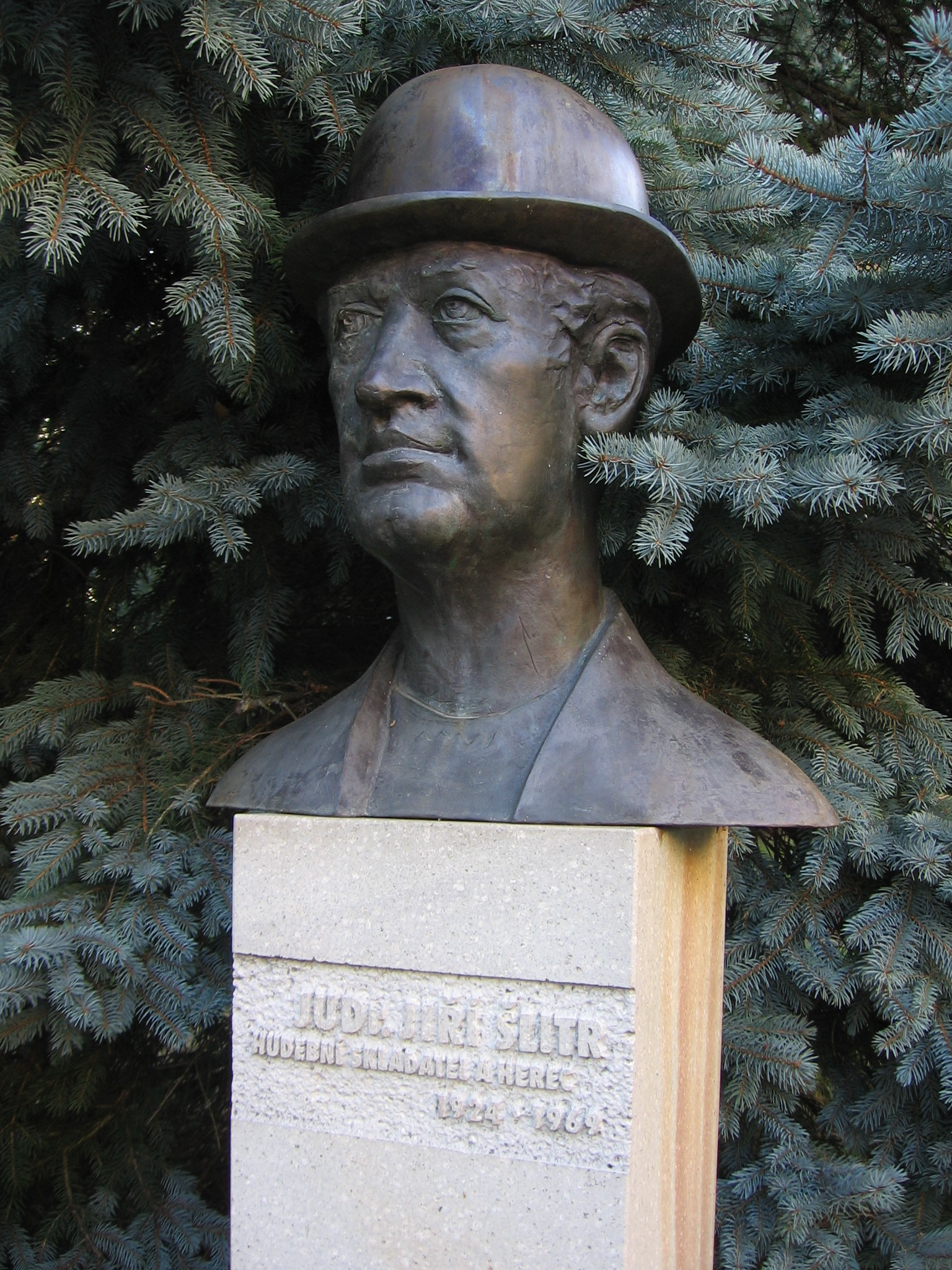
Busta Jiřího Šlitra u gymnázia v Rychnově nad Kněžnou, jejímž autorem je ak. soch. Vladimír Preclík

## Životopis

### Mládí
Narodil se do starého mlynářského rodu, Jiří prožil dětství na samotě. Jeho otec byl učitelem. Studoval na gymnáziu v Jilemnici a později přestoupil na gymnázium v Rychnově nad Kněžnou, kde maturoval v roce 1943. Spoluzaložil Rychnovský dixieland, hrající v Praze pod názvem Czechoslovak Dixieland Jazz Band, hrával s Akord clubem, kde se seznámil s Jiřím Suchým. Nejvýznamnější je jeho působení v divadle Semafor. Byl vystudovaný právník (Právnická fakulta Univerzity Karlovy v Praze, 1945–1949, titul JUDr.), právnickému povolání se však nikdy nevěnoval, snad ale proto se mu občas hezky přezdívalo Doktor klavír (odtud pak patrně i název Dr. Matrace). Byl i velmi dobrý kreslíř a grafik.
V letech 1949–1951 absolvoval povinnou vojenskou službu v Milovicích. Poslední rok vojenské služby pracoval jako výtvarník Ústředního domu armády.

### Spolupráce s Jiřím Suchým
V roce 1957 jej Miroslav Horníček seznámil s Jiřím Suchým. Spolu s Jiřím Suchým pak vytvořil tvůrčí a hereckou dvojici, která svými písničkami a hrami významně ovlivnila hudbu a divadlo 60. let 20. století a zahájila éru divadel malých scén. Jiří Šlitr se však oficiálně nikdy členem divadla Semafor nestal.
Po studiu práv se vedle výtvarné činnosti věnoval hudbě. Skládal písně, vystupoval v kabaretech, jako pianista působil v Laterně magice (na Expu 1958). V roce 1959 založil společně s Jiřím Suchým divadlo Semafor, pro které skládal písně, scénickou hudbu (Člověk z půdy, Zuzana je sama doma, Šest žen Jindřicha VIII.) i muzikál (Dobře placená procházka). Úspěšně využíval svou schopnost komediální stylizace herce–amatéra (Jonáš a tingltangl, Ďábel z Vinohrad aj.). Autorsky a herecky se podílel na filmech Bylo nás deset, Kdyby tisíc klarinetů, Zločin v šantánu. Z hudebních nahrávek vyniká album Jonáš a dr. Matrace.
Společně s Jiřím Suchým podepsali v roce 1968 manifest (prohlášení) Dva tisíce slov, čímž se výrazně zapsali do demokratizačního procesu pražského jara.

### Předčasná smrt

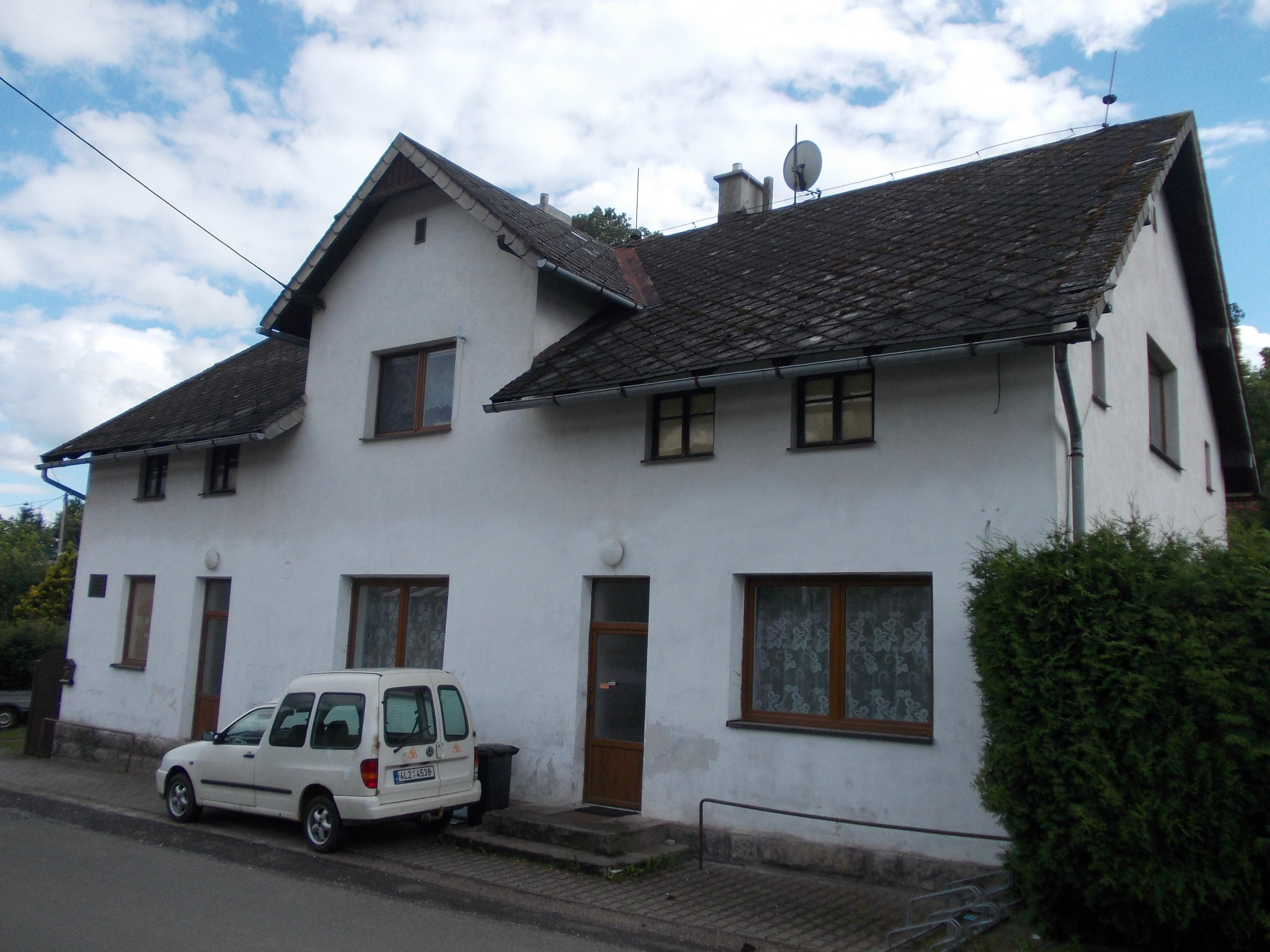
Rodný dům J. Šlitra v Zálesní Lhotě

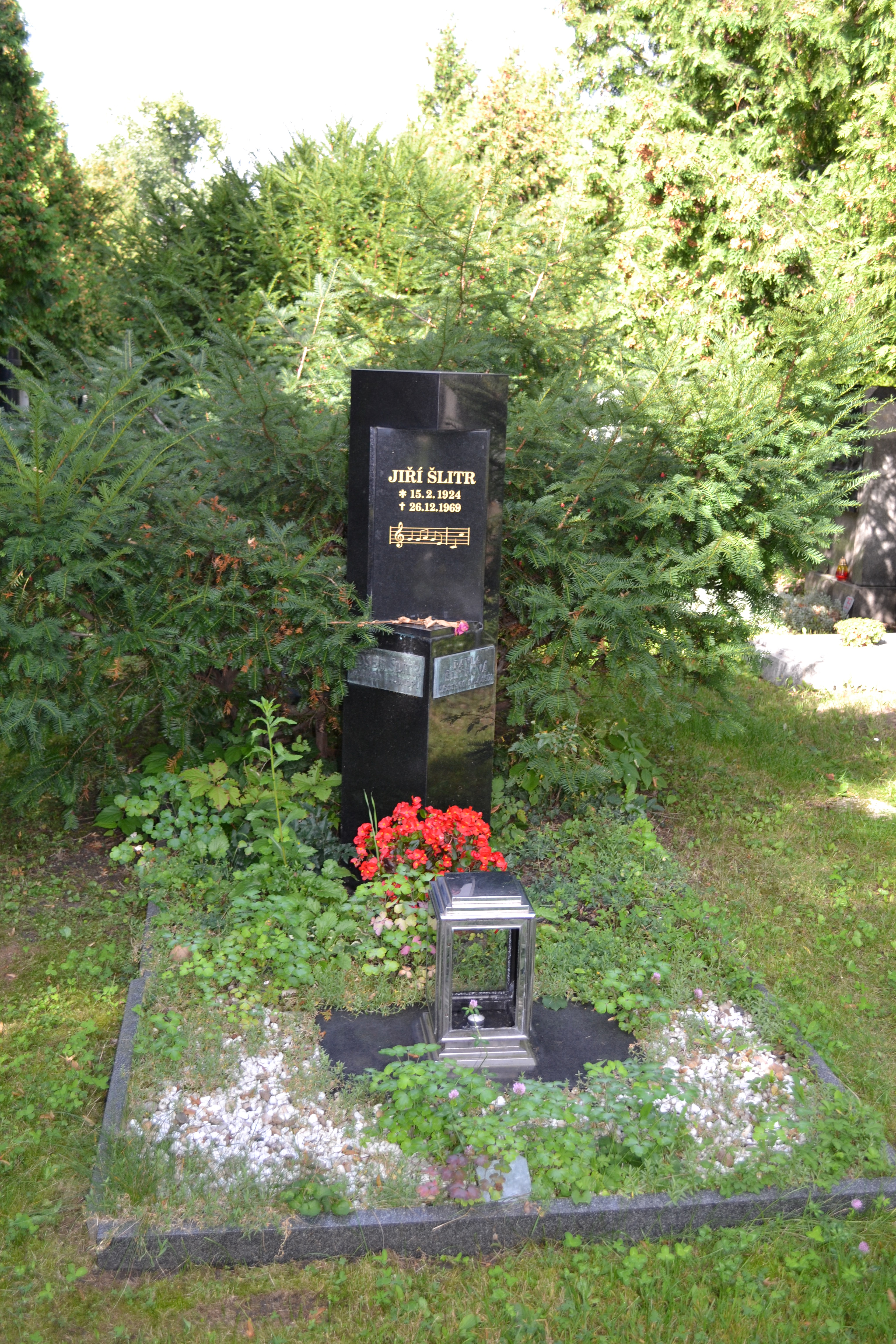
Hrob Jiřího Šlitra na Vinohradském hřbitově v Praze

Jiří Šlitr zemřel 26. prosince 1969 odpoledne ve věku 45 let za nevyjasněných okolností ve svém ateliéru na Václavském náměstí se svou milenkou Jitkou Maxovou (18 let, dcera Borise Michajlova–Brina). Dne 26. prosince pozval Jiří Šlitr svou rodinu (sestru Olgu Mroženskou a švagra Ferdinanda Mroženského) a přítelkyni Sylvii Daníčkovou domů na sváteční oběd. Když dojedli, Jiří Šlitr odešel se slovy, že si ještě musí něco zařídit. Než odcházel, pustil příbuzným svou desku Jó, to jsem ještě žil. Když se Jiří Šlitr nevracel, začali ho příbuzní hledat. Při průjezdu Václavským náměstím si švagr všiml Šlitrova auta, které bylo na náměstí zaparkováno. Po několika minutách se Šlitrova sestra a její muž dozvěděli, kde se ateliér nachází. Dveře do ateliéru byly zamknuty a plynoměr běžel. Policie nalezla Šlitra ležícího v posteli s Maxovou. Ani jeden z nich nebyl naživu, byli otráveni svítiplynem, který unikal z plynového topidla, kterým si Jiří Šlitr v ateliéru přitápěl.
Dosud není jasné, zda se jednalo o náhodu, nebo sebevraždu. Za nejpravděpodobnější se považuje nešťastná náhoda způsobená poklesem tlaku plynu v zastaralém topidle. Pokles mohl způsobit zhasnutí plamene a kvůli nefunkční či chybějící pojistce plamene do místnosti vnikal jedovatý svítiplyn.
Jiří Šlitr je pohřben (se svými rodiči), blízko od svého přítele a kolegy Jiřího Grossmanna, který zemřel dva roky po Šlitrovi, na Vinohradském hřbitově v Praze. Na náhrobku jsou napsány noty části písně Jó, to jsem ještě žil.

## Citát
A já sám mám od něho obrázek, který jsem dostal poštou loni k Vánocům. Bylo to den po tom, kdy jsem se dozvěděl, že Šlitr umřel. Otevíral jsem vánoční poštu a mezi ní jsem našel od Šlitra obrázek takového vousatého pána v buřince, vousy mu jdou až na podlahu, sedí na kanapíčku, a pod tím bylo napsáno a stále je napsáno: Všecko nejlepší, pane Wérich (s dlouhým é). Šlitr. A tu už byl... to už tady nebyl, když jsem tohle otvíral. Bylo mně moc smutno, protože jsem byl na Šlitra fanda, když hrál, tak jsem se mu vždycky smál, tomu jeho nehybnému obličeji. 
Jan Werich 
„Na dotaz jednoho redaktora, jakým způsobem skládá hudbu, Jiří Šlitr odpověděl: »Zcela jiným, než se skládá třeba uhlí. Složení uhlí se dá časově odhadnout. Složení hudby ne. Může se stát, že se hudba nesloží vůbec.«“

## Výstavy kreseb a obrazů (výběr)
- 1957 Praha (první samostatná výstava)
- 1958 Brusel, Belgie
- 1959, 1961, 1964 Praha
- 1966 Wiesbaden a Dortmund, Německo
- 1966 New York, USA
- 1967 Houston a Hollywood, USA
- 1968 putovní výstava po Československu (společná výstava s Jiřím Suchým)
- 1969 Praha